# سلاق قليتش تبة
سلاق قليتش تبة (بالفارسية: سلاق قلیچ‌تپه) هي قرية تقع في غلستان في إيران. يقدر عدد سكانها بـ 144 نسمة .